# Солтаганов, Вячеслав Фёдорович
Вячесла́в Фёдорович Солтага́нов (род. 13 июня 1949, с. Большое Игнатово, Мордовская АССР) — директор Федеральной службы налоговой полиции Российской Федерации в 1999—2001 годах, генерал-полковник налоговой полиции в отставке, генерал-майор милиции в отставке.

## Биография
Окончил Горьковскую специальную среднюю школу милиции, Высшую школу милиции и Академию МВД СССР, служил в Пограничных войсках КГБ СССР. С 1970 года работал в органах внутренних дел на различных должностях, начиная с инспектора ОБХСС. В 1987—1992 годах — министр внутренних дел Республики Мордовия. В 1992—1995 годах — начальник Главного управления по борьбе с экономическими преступлениями (ГУЭП) МВД России. В 1995—1998 годах — начальник управления защиты информации и внутренней безопасности Государственной налоговой службы Российской Федерации. В 1998—1999 годах — заместитель начальника Главного контрольного управления Администрации президента Российской Федерации.
С 22 марта 1999 года — директор Федеральной службы налоговой полиции Российской Федерации. С ноября 2000 года возглавлял Координационный совет руководителей органов налоговых и финансовых расследований стран СНГ.
28 марта 2001 года освобождён от должности директора ФСНП России и назначен заместителем секретаря Совета безопасности Российской Федерации.
В настоящее время — первый проректор Российского государственного геологоразведочного университета. В 2000 году защитил кандидатскую диссертацию.